# Татарська Лака
Тата́рська Ла́ка (рос. Татарская Лака) — село у складі Вадінського району Пензенської області, Росія.
Населення — 283 особи (2010; 292 у 2002).
Національний склад станом на 2002 рік:
- росіяни — 92 %